# Liste de personnalités liées à Antony
Cet article liste les personnalités liées à Antony, commune des Hauts-de-Seine.

## Personnalités

### Personnalités antoniennes
Liste de personnalités étant nées ou ayant vécu dans la ville d'Antony.

#### Personnalités nées à Antony
→ Voir la catégorie Catégorie:Naissance à Antony qui contient 60 noms (en mai 2023).
- Claude Caprais Rigodit (1782-1861), officier de marine
- Louis-François Laurin (1800-1857), céramiste
- Auguste Champetier de Ribes (1882-1947), homme politique
- Éric Bagge (1890-1978), architecte, décorateur, designer et dessinateur
- Pierre Séailles (1919-2007), agent secret
- Madeleine Lebeau (1923-2016), actrice
- Patrick Andrivet (1930-2017), universitaire et auteur dix-huitiémiste
- Georges Lochak (1930-2021), physicien, connu pour ses travaux sur les monopôles magnétiques
- Georges Rieu (1934-2021), journaliste et scénariste de bande dessinée
- Claude Nedjar (1938-2003), producteur de cinéma
- Claude Mann (1940), de son vrai nom Claude Tasset, acteur, chanteur, metteur en scène et directeur de théâtre
- Norbert Moutier (1941-2020), libraire, éditeur, écrivain, cinéaste et acteur
- Jean-Marc Ferry (1946), philosophe
- Philippe Duron (1947), homme politique
- Mike Lécuyer (1949), chanteur de blues
- Jules-Édouard Moustic (1951), présentateur vedette de la chaine Canal+
- Bénédicte Lécroart (1954), chanteuse et comédienne
- Gérard Schaller (1958), journaliste
- Marc-Antoine Mathieu (1959), dessinateur et scénariste de bande dessinée
- Stéphane Sirkis et Nicola Sirkis du groupe Indochine, frères jumeaux nés en 1959
- Alain Durel (1961), écrivain, philosophe et homme de théâtre
- François Lenglet (1961), journaliste
- Philippe Aïche (1962-2022), violoniste et chef d'orchestre
- Sylvie Guillaume (1962), députée européenne
- Anne Le Ny (1962), actrice, scénariste et réalisatrice
- Thierry Alimondo (1963), joueur de water-polo
- Jean-Philippe Daurelle (1963), escrimeur
- Lionel Mazari (1963), écrivain et acteur
- Éric Palazzo (1963), historien
- Manuela Ramin-Osmundsen (1963), femme politique, ancienne ministre du Parti travailliste norvégien
- Élie Semoun (1963), humoriste, acteur, scénariste et réalisateur
- Agnès Jaoui (1964), actrice, scénariste, réalisatrice et chanteuse
- Kid Loco (1964), de son vrai nom Jean-Yves Prieur, musicien et producteur
- Florence Paradeis (1964), plasticienne, photographe, vidéaste et collagiste
- Christian Quesada (1964), candidat de jeux télévisés
- Pap Ndiaye (1965), historien
- Pierre Suu (1965), photographe
- Nicolas Bouchaud (1966), acteur de théâtre
- Laurence des Cars (1966), conservatrice générale du patrimoine et historienne de l'art
- Yann Galut (1966), homme politique
- Olivier Meyrou (1966), réalisateur de documentaires
- Anne Moreau-Vagnon (1966), sculptrice et illustratrice
- Laurent Lafforgue (1966), mathématicien, lauréat en 2002 de la médaille Fields
- Olivier Meyrou (1966), réalisateur de documentaires
- Annick Billon (1967), femme politique
- Régis Brouard (1967), footballeur
- Valérie Corre (1967), femme politique
- Hélène Jouan (1967), journaliste
- Olivier Lecat (1967), ancien joueur désormais entraîneur français de volley-ball
- Hugues Leclère (1968), pianiste
- Grégory Panaccione (1968), animateur, illustrateur, coloriste et auteur de bande dessinée
- Renaud Allirand (1970), artiste peintre et graveur
- Benoit Carré (1970), chanteur, compositeur et musicien`
- Yael Mellul (1971), avocate pénaliste
- Laetitia Krupa (1975), journaliste
- Christophe Mali (1976), chanteur
- Matthias Lang (1977), cavalier de voltige
- Céline Bara (1978), ancienne actrice pornographique et productrice de films X
- Alia Ouabdesselam (1978), danseuse sur glace
- Joachim Kayi Sanda (2006), footballeur

#### Personnalités vivantes (en 2025) ayant vécu à Antony
- Marie-George Buffet née Kosellek (1949), femme politique ayant vécu dans son enfance au dessus du garage familial « Berny Auto Réparation », au 111, avenue Aristide-Briand. L'établissement périclita, puis fit faillite le 18 octobre 1962[1] à la suite d'un grave accident de la circulation ayant blessé son père Paul Kosellek lors d'un dépannage. Puis Paul en étant venu à quitter la famille, son épouse Raymonde (née Rayer, morte en 2012), éleva dès lors seule et dans une grande gêne financière ses sept enfants, restant un temps en ce lieu[2].
- Jérôme Cahuzac (1952), ancien ministre, fut lycéen à Antony[3].
- Gilles Candar (1954), historien, ancien conseiller municipal.
- Dieudonné (1966), humoriste, acteur et militant politique. Il a grandi à Antony au côté de son ami d'enfance Élie Semoun.
- Didier Drogba (1978), footballeur. Il a passé une partie de son enfance dans le quartier des Baconnets.
- Frédérique Dumas (1963), productrice et femme politique, conseillère municipale de 1989 à 1997, puis députée d'Antony (2017-2022).
- Jean-Yves Le Gallou (1948), homme politique, maire-adjoint de 1983 à 1987.
- Lucas Hauchard dit Squeezie (1996), vidéaste influenceur. Il a étudié au collège François-Furet d'Antony sous le nom de Lucas Hauchard[4].
- Bruce Bégout (1967), philosophe et écrivain.
- DJ Assad (1982), Dj compositeur de musique électronique.
- Raphael Koua dit Tommy Djibz puis Raphael Nyadjiko puis Nyadjiko, compositeur.
- les membres du groupe Tryo.
- Jonathan Zebina (1978), footballeur .
- Loïc Badé (2000), footballeur. Il a grandi dans le quartier des Baconnets.
- George Ilenikhena (2006), footballeur ayant grandi à Antony.

#### Personnalités vivantes (en janvier 2025) habitant Antony
- André Aubry (1931), ancien sénateur-maire d'Antony.
- Marie-José Chombart de Lauwe (1923), résistante, déportée[5].
- Hélène Langevin-Joliot (1927), physicienne[6].

#### Personnalités ayant vécu et/ou mortes à Antony
- Tony Agostini (1916-1990), artiste peintre. Il vécut à Antony de 1957 à sa mort en 1990.
- Léon Adolphe Amette (1850-1920), cardinal et archevêque de Paris.
- Jacques Baratier (1918-2009), réalisateur et scénariste
- Augustin Barié (1883-1915), organiste et compositeur
- Flaminio Bertoni (1903-1964), designer industriel et sculpteur italien
- Gérald Bloncourt (1926-2018), peintre, poète et photographe haïtien. Il vécut à Antony.
- Léon Bloy (1846-1917), romancier et essayiste. Il habitait 53, route d'Orléans jusqu'au 19 octobre 1893[7] avant de s'établir à Bourg-la-Reine, où il mourut.
- Guy Bois (1934-2019), historien, conseiller municipal (1977-1983)
- Jean-Pierre Bonnafont (1805-1891), médecin. Il a vécu et est enterré à Antony.
- François Louis Bouchu (1771-1839), militaire
- Pierre Bourdieu (1930-2002), sociologue. Il vécut à Antony dans les années 1960, et y dirigea une enquête sociologique d'envergure sur les Grands Ensembles alors en construction.
- Spéranza Calo-Séailles (1845-1939), cantatrice d'origine grecque
- Louise Bourgeois (1911-2010), sculptrice et plasticienne. La rue où elle a habité a porté son nom quelques semaines.
- Marcel Bovis (1904-1997), photographe.
- Georges Chaulet (1931-2012), écrivain
- Claude Darget (1910-1992), journaliste et présentateur de télévision
- Jean-Luc Delarue (1964-2012), animateur de télévision
- René Desmaison (1930-2007), alpiniste
- Patrick Devedjian (1944-2020), homme politique, maire de 1983 à 2002
- Auguste Escoffier (1846-1935), chef cuisinier, restaurateur et auteur culinaire. Il se marie à Antony.
- Louba Guertchikoff (1919-1999), actrice
- Richard Guino (1890-1973), sculpteur
- Rudy Hirigoyen (1919-2000), chanteur lyrique basque. Il se marie à Antony.
- Pierre Kohlmann (1935-1961), alpiniste
- Claude Mettra (1922-2005), écrivain
- François Molé (1734-1802), acteur de théâtre. Après sa mort le 11 décembre 1802, et comme il l'avait souhaité, il fut enterré dans sa propriété dont l'entrée est toujours visible au 1, rue des Sources, ainsi que son tombeau près de l'entrée du parc Heller, dans l'avenue qui porte son nom.
- Auguste Mounié (1876-1940), maire de 1912 à 1940. Il meurt dans son bureau à la mairie d'Antony et enterré au cimetière d'Antony.
- Georges Nomarski (1919-1997), inventeur du microscope à contraste interférentiel
- Robert Opron (1932-2021)), designer automobile. Il est mort à Antony.
- Jean-Charles Persil (1785-1870), homme politique
- Cécile Rol-Tanguy (1919-2020) et son mari Henri Rol-Tanguy (1908-2002), résistants, vécurent à Antony à la fin de la Seconde Guerre mondiale.
- Ousmane Sy (1975-2020), danseur et chorégraphe français. Il a grandi à la cité blanche d'Antony et est mort dans la commune. Le centre socio-culturel du Noyer-Doré porte son nom depuis 2022.
- Maurice Tréand (1900-1949), militant communiste. Il vécut à Antony pendant et après la Seconde Guerre mondiale.
- Robert Wehrlin (1903-1964), peintre et graveur suisse. Il habita 4, rue Prosper-Legouté de 1938 à 1964.

### Autres personnalités
Liste de personnalités non antoniennes mais ayant un lien avec la ville.
- Les résidents célèbres de la résidence universitaire Jean-Zay,
- Till Fechner, artiste lyrique, élève au lycée Sainte-Marie.